# گیته هانسن
گیته هانسن (انگلیسی: Gitte Hansen؛ زادهٔ ۲۱ سپتامبر ۱۹۶۱) بازیکن فوتبال اهل دانمارک است.
از باشگاه‌هایی که در آن بازی کرده‌است می‌توان به اشاره کرد.
وی همچنین در تیم ملی فوتبال زنان دانمارک بازی کرده‌است.